# Municipio de Susquehanna (condado de Cambria)
El municipio de Susquehanna (en inglés: Susquehanna Township) es un municipio ubicado en el condado de Cambria en el estado estadounidense de Pensilvania. En el año 2000 tenía una población de 2.198 habitantes y una densidad poblacional de 30.7 personas por km².

## Geografía
El municipio de Susquehanna se encuentra ubicado en las coordenadas 40°40′39″N 78°45′52″O / 40.67750, -78.76444.

## Demografía
Según la Oficina del Censo en 2000 los ingresos medios por hogar en la localidad eran de $26,983 y los ingresos medios por familia eran $35,099. Los hombres tenían unos ingresos medios de $30,026 frente a los $19,861 para las mujeres. La renta per cápita para la localidad era de $12,878. Alrededor del 9,7% de la población estaban por debajo del umbral de pobreza.